# Internationales Leichtathletik-Meeting „Anhalt 2021“
Das 23. Internationale Leichtathletik-Meeting „Anhalt 2021“ war eine Leichtathletik-Veranstaltung, die am 21. Mai 2021 im Paul-Greifzu-Stadion im ostdeutschen Dessau-Roßlau stattfand. Die Veranstaltung war Teil der World Athletics Continental Tour und zählte zu den Bronze-Meetings, der dritthöchsten Kategorie dieser Leichtathletik-Serie.

## Resultate

### Männer

#### 100 m
| Platz | Athlet             | Land | Zeit (s) |
| ----- | ------------------ | ---- | -------- |
| 1     | Yupun Abeykoon     | LKA  | 10,09    |
| 2     | Joris van Gool     | NED  | 10,25    |
| 3     | Yannick Wolf       | GER  | 10,31    |
| 4     | Ojie Edoburun      | GBR  | 10,37    |
| 5     | Aleksandar Askovic | GER  | 10,46    |

Wind: +2,2 m/s

#### 800 m
| Platz | Athlet              | Land | Zeit (min) |
| ----- | ------------------- | ---- | ---------- |
| 1     | Benjamin Robert     | FRA  | 1:45,79 SB |
| 2     | Mateusz Borkowski   | POL  | 1:46,01    |
| 3     | Alex Botterill      | GBR  | 1:46,52 PB |
| 4     | Gabriel Tual        | FRA  | 1:46,77    |
| 5     | Catalin Tecuceanu   | ROU  | 1:46,78    |
| 6     | Ben Pattison        | GBR  | 1:46,84    |
| 7     | Christoph Kessler   | GER  | 1:47,01 SB |
| 8     | Conrad Kieselberger | GER  | 1:51,69 SB |
| 9     | Julius Lawnik       | GER  | 1:56,07    |
|       | Jaros Andrezej      | POL  | DNF (Pace) |

#### 1500 m
| Platz | Athlet              | Land | Zeit (min) |
| ----- | ------------------- | ---- | ---------- |
| 1     | Baptiste Mischler   | FRA  | 3:39,31    |
| 2     | Valentijn Weinans   | NED  | 3:41,60 SB |
| 3     | Marc Tortell        | GER  | 3:42,35    |
| 4     | Luke McCann         | IRL  | 3:42,64    |
| 5     | Sam Blake           | AUS  | 3:43,04 PB |
| 6     | Joonas Rinne        | FIN  | 3:43,54    |
| 7     | Felix Wammetsberger | GER  | 3:44,04 SB |
| 8     | Szymon Żywko        | POL  | 3:46,11    |
| 9     | Pietro Arese        | ITA  | 3:48,27    |
| 10    | Velten Schneider    | GER  | 3:49,59    |
| 11    | Maximilian Feist    | GER  | 3:50,92    |
|       | Adam Czerwinski     | POL  | DNF        |

#### 2000 m Hindernis
| Platz | Athlet             | Land | Zeit (min)    |
| ----- | ------------------ | ---- | ------------- |
| 1     | Karl Bebendorf     | GER  | 5:25,64 WL PB |
| 2     | Mitko Zenow        | BUL  | 5:27,93       |
| 3     | Víctor Ruiz        | ESP  | 5:29,59 PB    |
| 4     | Ahmed Abdelwahed   | ITA  | 5:30,03 PB    |
| 5     | Clément Deflandre  | BEL  | 5:35,35 PB    |
| 6     | Roberto Alaiz      | ESP  | 5:36,44 PB    |
| 7     | Konstantin Wedel   | GER  | 5:37,54 PB    |
| 8     | Fabian Clarkson    | GER  | 5:41,59 PB    |
| 9     | Henrik Lindstrot   | GER  | 5:49,21 PB    |
| 10    | Robin Müller       | GER  | 5:51,03 PB    |
|       | Willberforce Kones | KEN  | DNF (Pace)    |

#### Stabhochsprung
| Platz | Athletin                | Land | Höhe (m) |
| ----- | ----------------------- | ---- | -------- |
| 1     | Sam Kendricks           | USA  | 5,80     |
| 2     | Oleg Zernikel           | GER  | 5,50 =SB |
| 3     | Torben Blech            | GER  | 5,45     |
| 4     | Dominik Alberto         | SUI  | 5,45     |
| 5     | Piotr Lisek             | POL  | 5,40     |
| 6     | Konstandinos Filippidis | GRC  | 5,35     |
| 7     | Rutger Koppelaar        | NED  | 5,25     |
| 8     | Gillian Ladwig          | GER  | 5,25     |
| 9     | Philip Kass             | GER  | 5,10     |
|       | Tom-Linus Humann        | GER  | NMH      |

#### Speerwurf
| Platz | Athlet           | Land | Weite (m) |
| ----- | ---------------- | ---- | --------- |
| 1     | Johannes Vetter  | GER  | 93,20 MR  |
| 2     | Julian Weber     | GER  | 84,51 SB  |
| 3     | Andrian Mardare  | MDA  | 82,99     |
| 4     | Kim Amb          | SWE  | 79,72 SB  |
| 5     | Timothy Hermann  | BEL  | 77,73     |
| 6     | Tom Meier        | GER  | 75,32     |
| 7     | Bernhard Seifert | GER  | 71,48     |
| 8     | Jonas Bonewit    | GER  | 70,79 SB  |
| 9     | Maurice Voigt    | GER  | 68,71     |
| 10    | Markus Koch      | GER  | 68,05 SB  |
| 11    | Gordon Schulz    | GER  | 54,23     |

### Frauen

#### 100 m
| Platz | Athlet          | Land | Zeit (s) |
| ----- | --------------- | ---- | -------- |
| 1     | Jennifer Montag | GER  | 11,29    |
| 2     | Sina Mayer      | GER  | 11,30 SB |
| 3     | Rani Rosius     | BEL  | 11,33 PB |
| 3     | Lotta Kemppinen | FIN  | 11,33 PB |
| 5     | Klaudia Adamek  | POL  | 11,44 PB |
| 6     | Asha Philip     | GBR  | 11,46    |

Wind: +1,7 m/s

#### 400 m
| Platz | Athlet                      | Land | Zeit (s)  |
| ----- | --------------------------- | ---- | --------- |
| 1     | Cynthia Bolingo Mbongo      | BEL  | 51,75 MR  |
| 2     | Laura Müller                | GER  | 52,59 SB  |
| 3     | Ruth Sophia Spelmeyer-Preuß | GER  | 52,93 SB  |
| 4     | Karolina Pahlitzsch         | GER  | 53,54 SB  |
| 5     | Luna Thiel                  | GER  | 53,60 =SB |
| 6     | Alica Schmidt               | GER  | 53,88     |
| 7     | Irini Vasiliou              | GRC  | 53,92     |
| 8     | Laura Marx                  | GER  | 55,39     |
| 9     | Svenja Pape                 | GER  | 55,47 PB  |
| 10    | Lena Naumann                | GER  | 56,27     |
| 11    | Lea Ahrens                  | GER  | 57,31     |

#### 800 m
| Platz         | Athlet                | Land       | Zeit (min) |
| ------------- | --------------------- | ---------- | ---------- |
| 1             | Rénelle Lamote        | FRA        | 2:01,66    |
| 2             | Christina Hering      | GER        | 2:01,83    |
| 3             | Angelika Cichocka     | POL        | 2:01,85    |
| 4             | Alexandra Bell        | GBR        | 2:02,04    |
| 5             | Lore Hoffmann         | SUI        | 2:02,07 SB |
| 6             | Tanja Spill           | GER        | 2:02,74    |
| 7             | Majtie Kolberg        | GER        | 2:03,83 SB |
| 8             | Gesa Felicitas Krause | GER        | 2:05,76    |
| 9             | Patricia de Graat     | GER        | 2:08,54 SB |
| 10            | Christin Schulze      | GER        | 2:10,95 PB |
|               | Jackie Baumann        | GER        | DNF (Pace) |
| Aneta Lemiesz | POL                   | DNF (Pace) |            |

#### 100 m Hürden
| Platz | Athlet               | Land | Zeit (s) |
| ----- | -------------------- | ---- | -------- |
| 1     | Pia Skrzyszowska     | POL  | 12,92 PB |
| 2     | Elwira Herman        | BLR  | 12,94 SB |
| 3     | Beate Schrott        | AUT  | 13,23    |
| 4     | Eline Berings        | BEL  | 13,31 SB |
| 5     | Selina von Jackowski | SUI  | 13,49 SB |

Wind: +1,2 m/s

#### 400 m Hürden
| Platz | Athlet               | Land | Zeit (s) |
| ----- | -------------------- | ---- | -------- |
| 1     | Carolina Krafzik     | GER  | 57,67 SB |
| 2     | Joanna Linkiewicz    | POL  | 58,02    |
| 3     | Christine Salterberg | GER  | 58,67 SB |
| 4     | Nea Mattila          | FIN  | 59,17    |
| 5     | Djamila Böhm         | GER  | 59,26    |
| 6     | Vera Barbosa         | POR  | 59,68    |

#### Hochsprung
| Platz | Athletin              | Land | Weite (m) |
| ----- | --------------------- | ---- | --------- |
| 1     | Iryna Heraschtschenko | UKR  | 1,92      |
| 2     | Jaroslawa Mahutschich | UKR  | 1,92      |
| 3     | Salome Lang           | SUI  | 1,87      |
| 4     | Alexandra Plaza       | GER  | 1,84 =SB  |
| 5     | Claire Orcel          | BEL  | 1,84      |
| 6     | Lea Halmans           | GER  | 1,84      |
| 7     | Christina Honsel      | GER  | 1,80      |
| 7     | Marija Lassizkene     | ANA  | 1,80      |
| 9     | Bianca Stichling      | GER  | 1,75      |
| 10    | Blessing Enatoh       | GER  | 1,75      |

#### Weitsprung
| Platz | Athletin                      | Land | Weite (m) |
| ----- | ----------------------------- | ---- | --------- |
| 1     | Malaika Mihambo               | GER  | 6,68      |
| 2     | Lucie Kienast                 | GER  | 6,51 w    |
| 3     | Nastassja Mirontschyk-Iwanowa | BLR  | 6,48      |
| 4     | Maryse Luzolo                 | GER  | 6,45      |
| 5     | Merle Homeier                 | GER  | 6,31 =SB  |
| 6     | Pauline Hondema               | NED  | 6,25 PB   |
| 7     | Alina Rotaru-Kottmann         | ROU  | 6,24      |
| 8     | Julia Gerter                  | GER  | 6,22      |
| 9     | Filippa Fotopoulou            | CYP  | 6,07      |